# (6391) Africano
Pour les articles homonymes, voir Africano.
(6391) Africano est un astéroïde de la ceinture principale.

## Description
(6391) Africano est un astéroïde de la ceinture principale. Il fut découvert le 21 janvier 1990 à l'observatoire Palomar par Eleanor Francis Helin. Il présente une orbite caractérisée par un demi-grand axe de 2,64 UA, une excentricité de 0,13 et une inclinaison de 14,3° par rapport à l'écliptique.

## Compléments